# Puli (film)
Puli è un film del 2015 diretto da Chimbu Devan.

## Trama
Puli è il figlio adottivo di un capo villaggio tribale Vembunathan. Fin da giovane, nota le atrocità commesse regolarmente dagli abitanti del villaggio da un gruppo di persone del vicino regno di Vedhalapuram chiamato Vedhalam, che ha poteri soprannaturali. Quando diventa adulto, inizia a proteggere gli abitanti del villaggio dai Vedhalam, a causa dei quali è ben rispettato dagli abitanti del villaggio.
Marudheeran si innamora del suo amore d'infanzia Pavazhamalli ed entrambi decidono presto di sposarsi. Un giorno, Pavazhamalli viene rapito da un gruppo di Vedhalams, che poi saccheggiano il villaggio e uccidono anche Vembunathan. Marudheeran, insieme ai suoi amici intimi Kodangi e Sama, inizia un viaggio a Vedhalapuram per salvare Pavazhamalli. Durante il viaggio, Marudheeran salva Manthagini, la principessa di Vedhalapuram, da una pantera. Questo è notato da Jalatharanga, il comandante in capo di Vedhalapuram. Con il pretesto di essere artefici della medicina, Marudheeran, Kodangi e Sama entrano nel palazzo Vedhalapuram, dove incontrano Yavanarani, la crudele Regina di Vedhalapuram che è anche una strega. Permette loro di rimanere a palazzo e presto Marudheeran vince il sostegno della Regina e l'amore di Manthagini con la sua capacità di combattimento e la sua capacità di recupero. Yavanarani annuncia l'impegno di Marudheeran con Manthagini.
Più tardi, Marudheeran scopre che lui stesso è un Vedhalam. Marudheeran era il figlio di Pulivendhan, il defunto principe di Vedhalapuram e il fratello minore di Yavanarani. Quando si alzò in piedi verso Jalatharangan, che terrorizzava i cittadini di Vedhalapuram con l'aiuto dei suoi scagnozzi, Jalatharangan uccise lui e sua moglie Pushpa. Marudheeran scopre anche che Yavanarani è in realtà una regina fantoccio sotto l'influenza del potere magico malvagio proveniente dall'anello di Jalatharangan. A causa della cattiva influenza magica, Yavanarani sviluppò poteri magici oltre al suo comportamento tirannico. Si esibisce ogni anno a Kanya Puja per potenziare i suoi poteri magici. Dopo che Yavanarani ha eseguito il Kanya Puja per il diciottesimo anno consecutivo (questa volta su Pavazhamalli), Jalatharangan ha pianificato di eliminarla e conquistare il trono.
Marudheeran combatte contro Jalatharangan e lo uccide, vendicando la morte di suo padre. Ma prima che muoia, Jalatharangan apre il suo anello, liberando tutto il potere magico malvagio in modo che Yavanarani possa continuare a governare il Vedhalapuram come una tiranna senza il suo controllo dopo la sua morte. Marudheeran si rende conto che la Regina può essere riportata alla normalità solo se il suo bastone, che è la fonte del suo potere magico, viene distrutto. Lui e Manthagini la trovano mentre esegue il Kanya Puja su Pavazhamalli. Dopo un'accanita battaglia con la Regina, riesce a distruggere il bastone, ripristinando così la Regina nel suo normale io. In segno di gratitudine per averla liberata dalla malvagia influenza magica, Yavanarani rende l'erede Marudheeran al trono di Vedhalapuram.

## Colonna sonora
1. Mano, Priyadarshini – Puli Puli – 4:34
2. Vijay, Shruti Haasan – Yendi Yendi – 4:11
3. Javed Ali, Pooja AV – Jingilia Jingilia – 4:23
4. Shankar Mahadevan, M. M. Manasi – Sottavaala – 4:08
5. Tippu 	3.45 – Manidha Manidha
6. Chinmayi, Sooraj Santhosh, MLR Karthikeyan, Anitha Karthikeyan – Mannavanae Mannavanae – 5:25
7. Devi Sri Prasad – Puli Promo Song – 2:03